# Ihrlerstein
Ihrlerstein (im Volksmund auf der Brand) ist eine Gemeinde im niederbayerischen Landkreis Kelheim und der Sitz der Verwaltungsgemeinschaft Ihrlerstein. Der gleichnamige Hauptort ist Sitz der Gemeindeverwaltung.

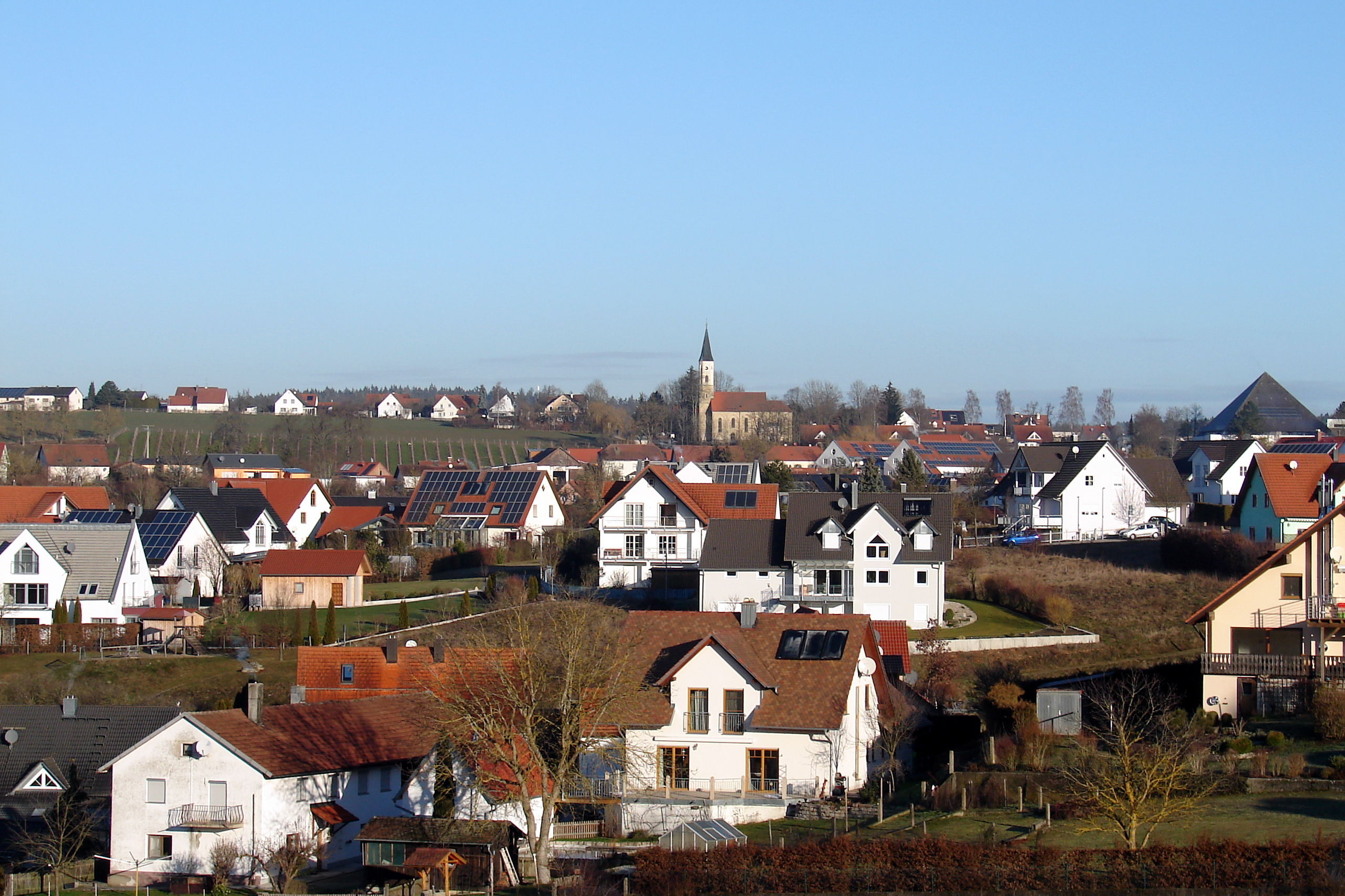
Ortsansicht von Süden

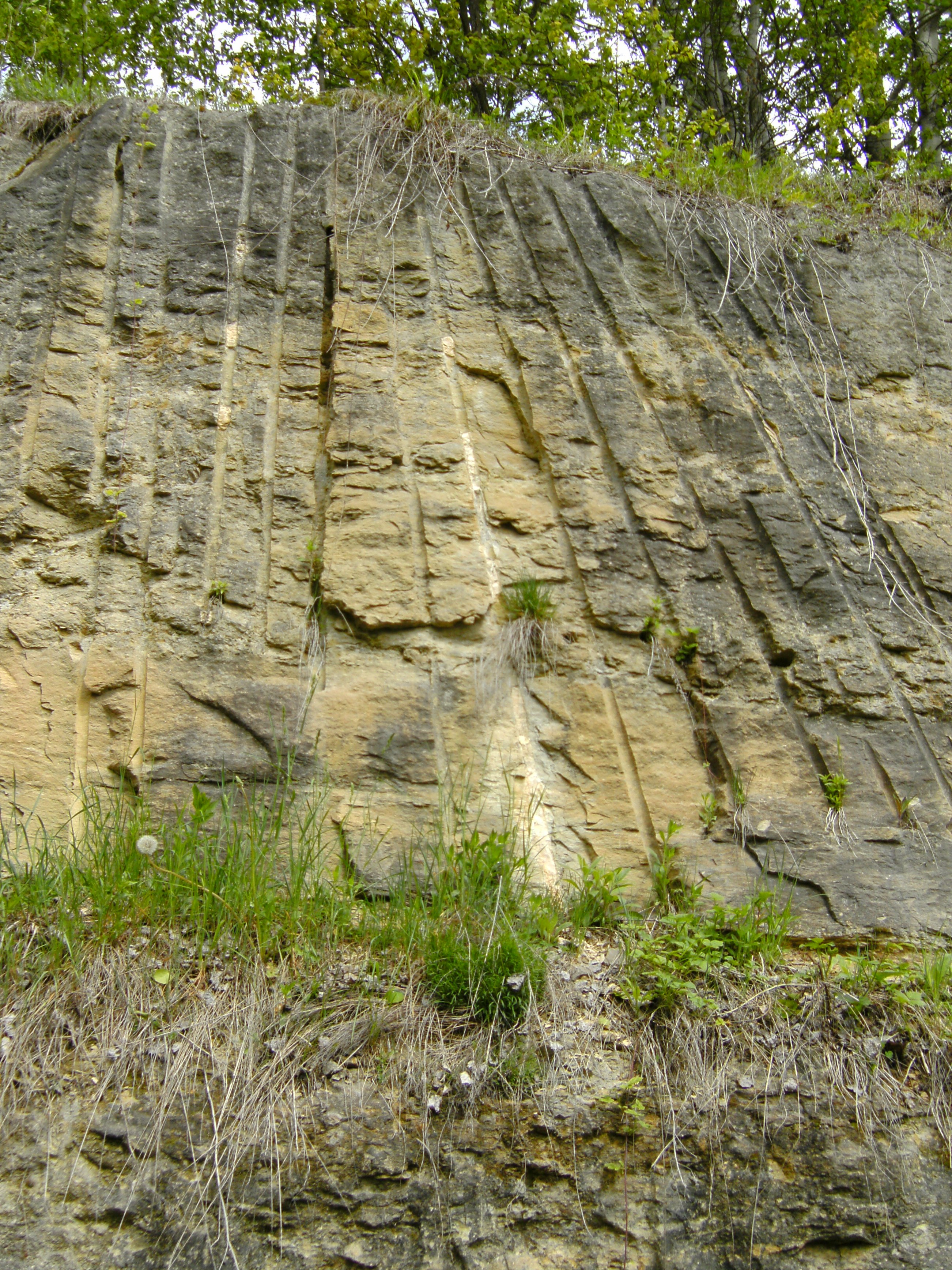
Grünsandstein-Bruch bei Ihrlerstein

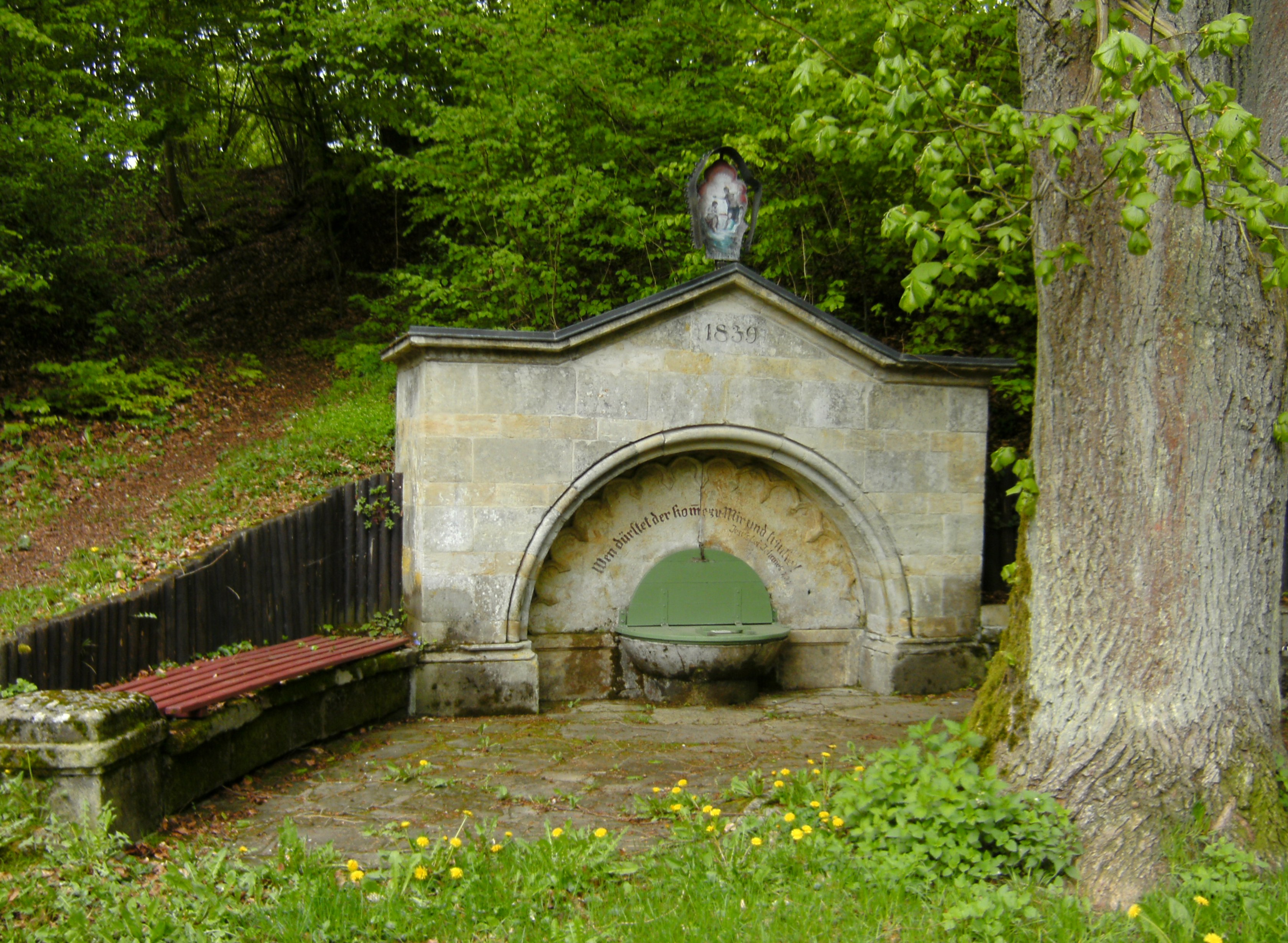
Das Ihrlersteiner „Ur-Brünnerl“, eine kräftige Quelle auf der Albhochfläche, 1634 in Stein gefasst, 1839 neuromanisch neu gefasst

## Geografie
Die Gemeinde liegt in der Region Regensburg. Der Ort grenzt unmittelbar an Kelheim an und liegt nördlich oberhalb auf dem Berg von Kelheim in Richtung Painten.
Es gibt sechs Gemeindeteile (in Klammern ist der Ortstyp angegeben):
- Ihrlerstein (Pfarrdorf)
- Kleinwalddorf (Einöde)
- Osterthal (Einöde)
- Palmberg (Weiler)
- Rappelshofen (Dorf)
- Sausthal (Dorf)

Es existieren die Gemarkungen Einwald, Neukelheim und Walddorf.

## Geschichte

### Gemeindefusion
Das Gemeindegebiet gehörte zum Rentamt Straubing und zum Landgericht Kelheim des Kurfürstentums Bayern.
Ihrlerstein entstand am 1. Januar 1935 durch Zusammenlegung der Gemeinden Walddorf und Neukelheim. Namensgeber der Gemeinde ist Jakob Ihrler, ein Steinbruchbesitzer, der im 19. Jahrhundert der größte Arbeitgeber im Bezirk Kelheim war.

### Einwohnerentwicklung
Im Zeitraum 1988 bis 2018 stieg die Einwohnerzahl von 3604 auf 4215 um 611 Einwohner bzw. um 17 %.
- 1970: 2849 Einwohner
- 1987: 3583 Einwohner
- 1991: 3687 Einwohner
- 1995: 3971 Einwohner
- 2000: 4158 Einwohner
- 2005: 4301 Einwohner
- 2010: 4158 Einwohner
- 2015: 4226 Einwohner
- 2019: 4268 Einwohner

## Politik
Im Jahr 2016 betrugen die Gemeindesteuereinnahmen 2.897.000 €, davon entfielen auf die Netto-Gewerbesteuereinnahmen 310.000 €.
Seit 2013 ist die Gemeinde schuldenfrei.

### Gemeinderat
Die Gemeinderatswahl 2020 ergab folgende Stimmenanteile und Sitzverteilungen:
- CSU: 32,55 % (5 Sitze)
- SPD: 37,83 % (6 Sitze)
- Freie Wähler: 29,63 % (5 Sitze)

### Bürgermeister
Bis 2008 war Johann Schlamminger (CSU/Unabhängige Wähler) Erster Bürgermeister, sein Nachfolger war Josef Häckl (Freie Wähler/CSU/Unabhängige Wähler). Nach zwei Wahlperioden wurde dieser im Mai 2020 von Thomas Krebs (SPD) abgelöst.

### Wappen
| Wappen von Ihrlerstein | Blasonierung: „In Blau eine goldene Tanne; über deren Stamm schräg gekreuzt ein silbernes Rodungsbeil und ein silberner Marmorhammer; in den beiden Oberecken und unten je ein sechsstrahliger silberner Stern.“ |
| Wappen von Ihrlerstein | Wappenbegründung: Der Baum und die Werkzeuge veranschaulichen die Entstehungsgeschichte der Gemeinde Ihrlerstein. Seit dem ausgehenden 18. Jahrhundert entstanden durch Rodung die Waldkolonien Neukelheim, Walddorf und weitere Kleinsiedlungen. 1820 nahm der Steinmetzmeister Jakob Ihrler zwei Steinbrüche in Betrieb; der Abbau des so genannten Kelheimer Marmors prägte das Wirtschaftsleben in Ihrlerstein. Ihrlers 1825 errichteter Gutshof wurde zum Mittelpunkt des Ortes. Die drei Sterne beziehen sich auf eine Sage, nach der drei unverheiratete adlige Schwestern den Einwald allen guten Gesellen als Stiftung vermacht hätten; aufgrund dieser vagen Bestimmung sei der Einwald über Jahrhunderte zum Streitobjekt der angrenzenden Gemeinden geworden. Dieses Wappen wird seit 1966 geführt. |

## Wirtschaft und Infrastruktur

### Wirtschaft einschließlich Land- und Forstwirtschaft
Es gab 2016 nach der amtlichen Statistik 279 sozialversicherungspflichtige Arbeitsplätze am Arbeitsort Ihrlerstein. Von den Einwohnern standen 1594 Personen in einem versicherungspflichtigen Arbeitsverhältnis, so dass die Zahl der Auspendler um 1315 höher lag als die Zahl der Einpendler.
Arbeitslos waren 54 Einwohner.
2010 wurden 14 landwirtschaftliche Betriebe registriert. Im Jahr 2016 waren 442 ha landwirtschaftlich und 1569 ha forstwirtschaftlich genutzt. Die Gesamtfläche des Gemeindegebietes sind 2304 ha.

### Bildung
Es gibt folgende Einrichtungen (Stand: 2017):
- Kindertageseinrichtungen: 3 mit 136 Plätzen und 130 betreuten Kindern (davon 27 unter 3 Jahren)
- Grund- und Mittelschulen: 2 mit 19 Lehrkräften, 13 Klassen und 251 Schülern

## Persönlichkeiten
- Jakob Ihrler (1791–1852), Steinbruchbesitzer, Namensgeber der Gemeinde
- Wolfgang A. Herrmann (* 1948), Chemieprofessor, Präsident der TU München (1995–2019), ist in der Gemeinde aufgewachsen
- Johannes Buchner (* 1960), Molekularbiologe und Hochschullehrer, in Ihrlerstein geboren
- Martin Kreuzer (* 1962), Mathematiker und Großmeister im Fernschach, in Ihrlerstein geboren
- Philipp Hercher (* 1996), Fußballspieler, wuchs in der Gemeinde auf